# Jakub Štvrtecký
Jakub Štvrtecký  (ur. 21 grudnia 1998 w Vsetínie) – czeski biathlonista.
Po raz pierwszy na arenie międzynarodowej pojawił się w 2017 roku, kiedy wystąpiła na Mistrzostwach Świata Juniorów w Osrblie. Zajął tam między innymi 4. miejsce w sztafecie.
W Pucharze Świata zadebiutował 15 marca 2018 roku w Oslo, zajmując 80. miejsce w sprincie.

## Osiągnięcia

### Zimowe igrzyska Olimpijskie
| Rok  | Miejscowość | Konkurencje | Konkurencje | Konkurencje | Konkurencje | Konkurencje | Konkurencje | Konkurencje |
| Rok  | Miejscowość | IN          | SP          | PU          | MS          | RL          | MR          | SR          |
| ---- | ----------- | ----------- | ----------- | ----------- | ----------- | ----------- | ----------- | ----------- |
| 2022 | Pekin       | 65.         | 58.         | 48.         | –           | 19.         | –           | nd.         |

### Mistrzostwa świata
| Rok  | Miejscowość | Konkurencje | Konkurencje | Konkurencje | Konkurencje | Konkurencje | Konkurencje | Konkurencje |
| Rok  | Miejscowość | IN          | SP          | PU          | MS          | RL          | MR          | SR          |
| ---- | ----------- | ----------- | ----------- | ----------- | ----------- | ----------- | ----------- | ----------- |
| 2019 | Östersund   | –           | 65.         | –           | –           | –           | –           | –           |
| 2020 | Anterselva  | 70.         | 47.         | 54.         | –           | 13.         | –           | –           |
| 2021 | Pokljuka    | 79.         | 68.         | –           | –           | 13.         | –           | –           |
| 2023 | Oberhof     | 65.         | 15.         | 22.         | 22.         | 4.          | –           | –           |
| 2024 | Nové Město  | 63.         | 41.         | 47.         | –           | –           | –           | –           |

### Mistrzostwa świata juniorów
| Rok  | Miejscowość | Konkurencje | Konkurencje | Konkurencje | Konkurencje | Konkurencje | Konkurencje | Konkurencje |
| Rok  | Miejscowość | IN          | SP          | PU          | MS          | RL          | MR          | SR          |
| ---- | ----------- | ----------- | ----------- | ----------- | ----------- | ----------- | ----------- | ----------- |
| 2017 | Osrblie     | nd.         | nd.         | nd.         | nd.         | 4.          | nd.         | nd.         |
| 2018 | Otepää      | 6.          | DNS         | 14.         | nd.         | 11.         | nd.         | nd.         |
| 2019 | Osrblie     | 21.         | 10.         | 10.         | nd.         | 6.          | nd.         | nd.         |

### Puchar Świata

#### Miejsca w klasyfikacji generalnej
| Sezon     | Miejsce |
| --------- | ------- |
| 2017/2018 | -       |
| 2018/2019 | -       |
| 2019/2020 | 54.     |
| 2020/2021 | 59.     |
| 2021/2022 | 58.     |
| 2022/2023 | 44.     |
| 2023/2024 | 55.     |
| 2024/2025 | 91.     |